# Lugle et Luglien
Saint Lugle et saint Luglien sont deux princes irlandais du VIIe siècle attaqués et assassinés dans le nord de la France, lors de leur pèlerinage vers Rome.

## Biographie
Fils du roi d'Irlande Dodon et de son épouse Relanis, Lugle et son jeune frère Luglien, sont élevés dans la pratique des devoirs de la foi. Alors que Lugle (25 ans ?) devait hériter de la couronne de son père, il décide de consacrer sa vie à Dieu. C'est donc son petit frère Luglien qui reprend les fonctions de son père. Après quelques années pendant lesquelles ils sont allés en Terre sainte, ils décident de se consacrer à Dieu ainsi qu'au salut des âmes. Ils cèdent leur héritage aux nécessiteux vers l'an 696, ils entreprennent un pèlerinage pour Rome, afin de visiter les tombes de saint Pierre et saint Paul. Débarquant à Boulogne avec quelques fidèles serviteurs, ils empruntent la Via Francigena. Arrivés à Thérouanne, leur prière met fin à un incendie qui s'était déclaré plus tôt.
Près de Ferfay, alors qu'ils atteignent la vallée de la Scyrendale, ils se font attaquer par trois pillards (trois frères dénommés Bovon de Busnette, Escelin de Ferfay et Bérenger de Pressy). Les fidèles sujets irlandais qui les accompagnaient jusqu'alors s'enfuient en les abandonnant à leur triste sort. Les brigands leur tranchent la tête, les dépouillent et jettent leurs corps dans une mare. Un des serviteurs, Erkembode revient sur ses pas et devient le témoin d'une scène divine : des anges descendent du ciel et visitent les corps qui se retrouvent entourés d'un halo de lumière. Puis le ciel s'assombrit, un orage éclate et un torrent emporte les dépouilles des deux saints. On retrouve leur tête à Hurionville, où l'on construit une chapelle. Près de cette chapelle une source fut découverte, il s'avère que c'était une petite étable où on exposait du foin ; cette source n'existe plus aujourd'hui mais elle reste visible. La chapelle, toujours en place, fut restaurée et les nouveaux vitraux réalisés par le maître verrier Mazzeo Patricia, d'Auchy au Bois? ont redonné vie à la chapelle. La bénédiction des quatre nouveaux vitraux représentant les Princes d'Irlande fut célébrée par l'Abbé Delannoy les 28 et 29 juin 2008.

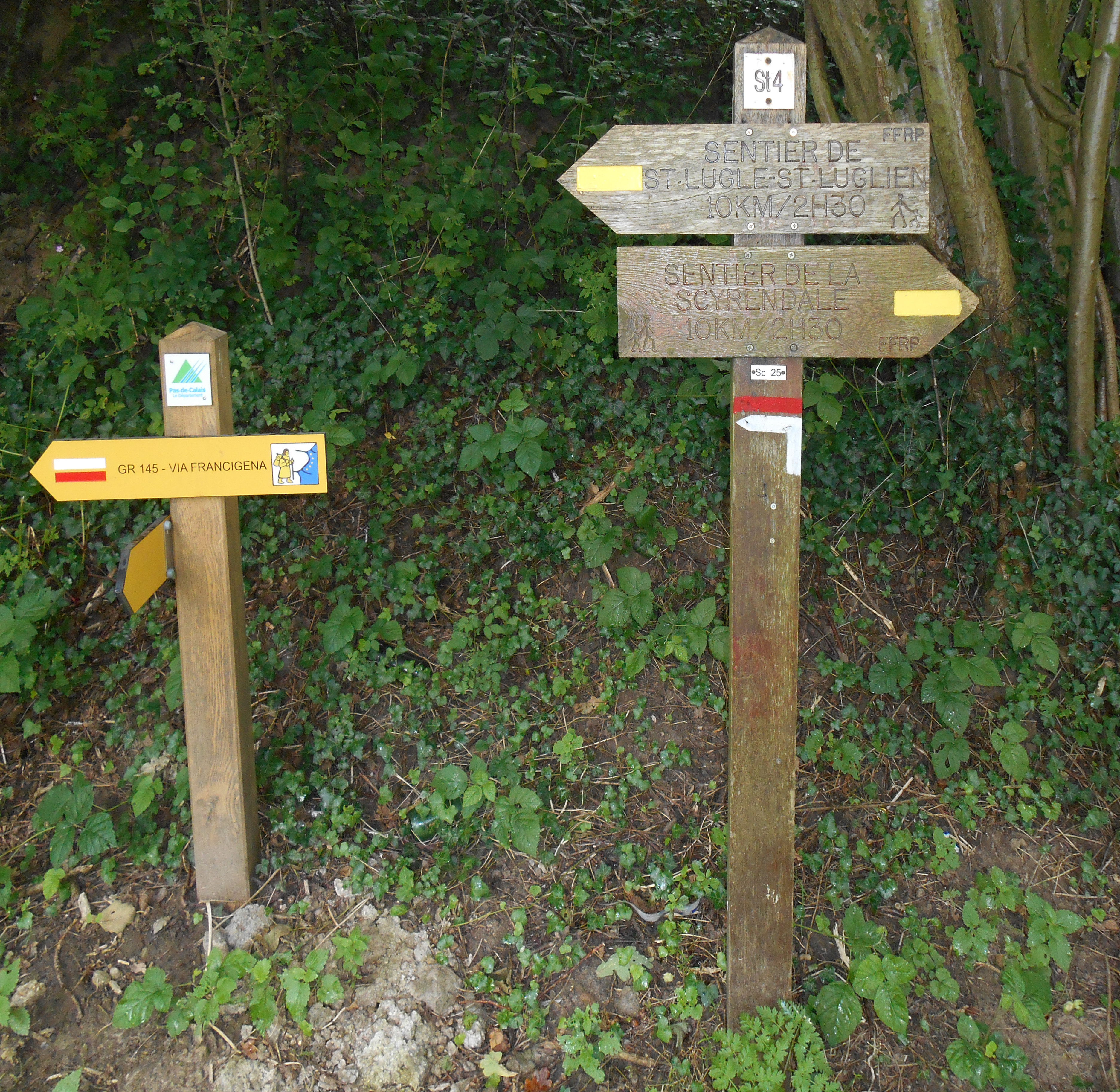
Poteaux indicateurs des sentiers GR saints Lugle et Luglien, Scyrendale, et Francigena
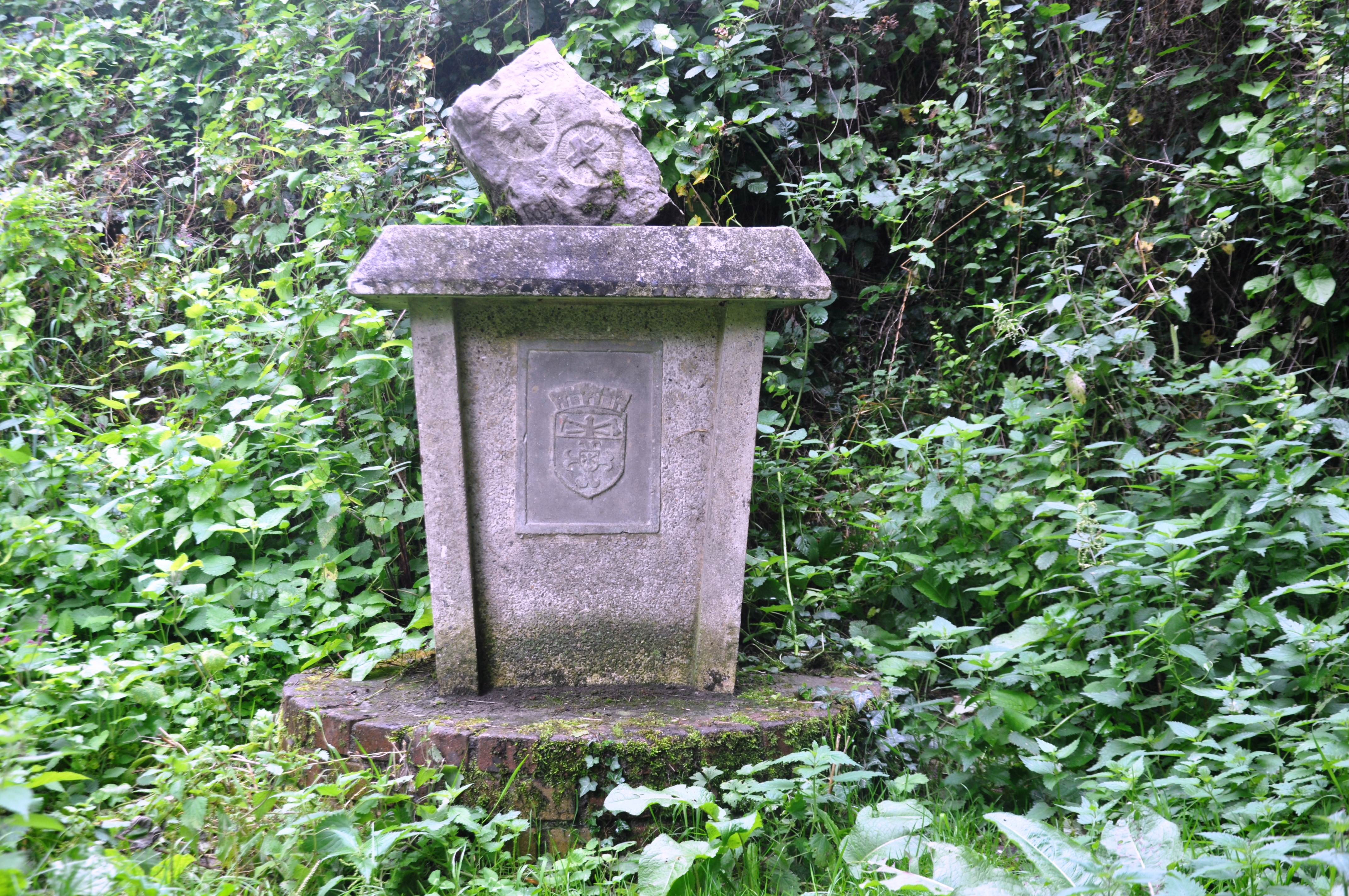
Stèle saints Lugle et Luglien à Burbure

## Culte
Leur célébration dans le calendrier catholique est fixée au 23 octobre.
En France, ils sont les saints patrons de Ferfay, dont l'église porte le nom et de Lillers.
Dans l'église Saints-Lugle-et-Luglien de Ferfay, se trouve un reliquaire en bois polychrome datant du XVIe siècle.

## Reliques

### Les reliques de Lillers
Les reliques furent déposées en l'église de Lillers. En 1471, les reliques furent placées dans une nouvelle châsse donnée par Isabelle, épouse de Philippe III de Bourgogne. Les deux saints sont représentés de part et d'autre, saint Lugle revêtu des habits épiscopaux, et saint Luglien portant son costume royal. Les reliques disparurent pendant la Révolution française.

### Les reliques de Montdidier
Cependant, en 950, un moine aveugle venu en pèlerinage vénérer les reliques et retrouva la vue. Il aurait alors emporté une partie des reliques à Montdidier. Une tradition orale rapporte que vers l'an 900, les reliques de Lugle et Luglien furent translatées de Paillart à Montdidier.
Au Xe siècle, Heldwide, épouse de Hilduin Ier, comte de Montdidier, fit construire, à proximité du donjon, l'église Notre-Dame, afin qu'y puissent être vénérées des reliques des saints Lugle et Luglien. Un prieuré de chanoines augustins, puis de moines bénédictins eut la charge de la conservation de ces reliques.

## Commémorations
En juin 2019, la 14e édition du spectacle Son et Lumière est organisée par l'association La Scyrendale de Ferfaÿ.
Ce spectacle retrace la légende des deux princes, et met en scène chaque année jusqu'à 450 figurants bénévoles, parmi lesquels une troupe de cavaliers, qui se mobilisent pour vous proposer un son et lumières au cœur même du bois de Saint-Pierre-de-Ferfaÿ.